# Umjetnik (2011.)
Umjetnik (eng. The Artist) je francuska komična drama iz 2011. godine koju je napisao i režirao Michel Hazanavicius, a u kojoj su glavne uloge ostvarili Jean Dujardin i Bérénice Bejo. Radnja filma odvija se u Hollywoodu između 1927. i 1932. godine, a fokusirana je na padanje popularnosti nijemih filmova i njihove glavne glumačke zvijezde odnosno na uspon zvučnih filmova i njihove prve glumačke zvijezde. Velika većina filma je nijema; snimljen je u crno-bijeloj tehnologiji te je pobrao hvalospjeve filmskih kritičara diljem svijeta. Glavni glumac Jean Dujardin proglašen je najboljim glumcem na filmskom festivalu u Cannesu 2011. godine, gdje je film imao svoju svjetsku premijeru. 
Sam film nominiran je u čak šest kategorija za filmsku nagradu Zlatni globus 2011. godine od kojih je svojio tri: za najbolji film (mjuzikl/komedija), najboljeg glavnog glumca u mjuziklu/komediji (Dujardin) te za najbolju originalnu glazbu. U siječnju 2012. godine film je nominiran u čak dvanaest kategorija za britansku nagradu BAFTA te u deset kategorija za prestižnu filmsku nagradu Oscar uključujući i one za najbolji film, najboljeg redatelja, najbolji originalni scenarij, najboljeg glavnog glumca i najbolju sporednu glumicu (Bejo). U Francuskoj je film nominiran za deset nagrada Cesar uključujući one za najbolji film, glavnog glumca, glavnu glumicu i originalni scenarij.

## Radnja
1927. godine zvijezda nijemih filmova George Valentin (Jean Dujardin) dolazi na premijeru svog novog filmskog uratka - A Russian Affair. Nakon premijere, na ulazu u kino Valentin pozira za fotografe i novinare u trenutku kada mlada djevojka, Peppy Miller (Bérénice Bejo), diveći se Valentinu iz gužve koju sačinjavaju njegovi obižavatelji, ispušta svoju torbicu. Ona se saginje kako bi ju uzela, ali ju masa slučajno gurne u Valentina koji reagira poprilično optimistično i od cijelog događaja napravi show za fotoreportere. Sljedećeg dana Millerica se nađe na naslovnici časopisa Variety uz naslov: "Tko je ova djevojka?". Kasnije odlazi na audiciju za plesačice, a tamo je zapazi Valentin koji od šefa studija Ala Zimmera (John Goodman) zahtijeva da se upravo ona nađe u manjoj ulozi nove produkcije Kinograph Studija. Uz malu Valentinovu pomoć, Millerica se polagano počinje uzdizati u filmskoj industriji, dobivajući sve bolje i bolje uloge. 
Dvije godine kasnije, Zimmer službeno objavljuje kraj produkcije nijemih filmova u Kinograph Studijima unatoč protivljenju Valentina koji inzistira na tome da u zvučnim filmovima nema budućnosti. On odlučuje sam producirati i režirati nijemi film, financirajući ga vlastitim sredstvima. Premijera filma događa se istoga dana kada i premijera Milleričinog novog zvučnog filma što znači samo jedno - Valentinovu propast. Njegova supruga, Doris (Penelope Ann Miller) izbacuje ga iz kuće i on ode živjeti u stan sa svojim pomagačem Cliftonom (James Cromwell). U međuvremenu Miller postaje velika holivudska zvijezda. 
Nakon što bude i financijski uništen zbog pada burze 1929. godine, Valentin biva prisiljen dati na aukciju sve svoje stvari te Cliftonu daje otkaz. Clifton nikako ne želi Valentina ostaviti samog unatoč činjenici što mu glumac nije dao plaću već godinu dana, ali ipak odlazi. Očajan i pijan, Valentin zapaljuje sve role filmova u kojima je ikad glumio te ostaje zatočen u stanu kojim se počinje širiti požar. Ipak, njegov pas privlači pozornost policajca koji se nalazio u blizini i nakon što ga spase odvode ga u bolnicu gdje se oporavlja. Millerica ga dolazi posjetiti i pita ga da li želi doseliti u njezinu kuću kako bi se u potpunosti oporavio. On se uskoro budi u krevetu i saznaje da je Clifton u međuvremenu počeo raditi za Millericu. 
Millerica u Kinograph Studiju inzisitra kod Zimmera da Valentin glumi u njezinom sljedećem filmu i prijeti odlaskom ako ovaj ne pristane na njezine uvjete. Nakon što Valentin sazna da je upravo Millerica bila ta koja je na aukciji kupila sve njegove stvari, on se vraća u izgoreni stan. U panici, Millerica dolazi i pronalazi Valentina u stanu baš u trenutku dok ovaj želi počiniti samoubojstvo. Njih dvoje se mire i prisjećaju da je Valentin sjajan plesač pa Millerica uspijeva nagovoriti Zimmera da im dopusti da zajedno snime mjuzikl. 
U tom trenutku čujemo zvuk njihovog plesanja dok uvježbavaju scenu iz filma. Nakon završetka koreografije, Zimmer kaže: "Rez! Izvrsno. Prekrasno. Može još jedanput?" Valentin u svom prvom zvučnom dijalogu u filmu odgovori: "Sa zadovoljstvom" s jakim francuskim naglaskom. 

## Glumačka postava
- Jean Dujardin kao George Valentin
- Bérénice Bejo kao Peppy Miller
- Uggie kao Jack (pas)
- John Goodman kao Al Zimmer
- James Cromwell kao Clifton
- Missi Pyle kao Constance
- Penelope Ann Miller kao Doris
- Malcolm McDowell kao batler
- Bitsie Tulloch kao Norma
- Beth Grant kao Peppyina sluškinja
- Ed Lauter kao Peppyin prvi vozač
- Nina Siemaszko kao Admiring Woman
- Basil Hoffman kao voditelj aukcije
- Ben Kurland kao asistent za odabir glumaca

## Produkcija
.
Redatelj Michel Hazanavicius godinama je sanjao o tome da snimi nijemi film ponajviše zbog toga što je većina filmaša kojima se divi došla iz tog doba, a također i zbog same prirode takvih filmova. Prema izjavama njegova želja za snimanjem nijemih filmova u početku nije bila ozbiljno prihvaćena, ali nakon financijski uspješnih špijunskih filmova OSS 117: Cairo, Nest of Spies i OSS 117: Lost in Rio producenti su počeli iskazivati interes. Formiranje filmske naracije započelo je Hazanaviciusovom željom da ponovno radi s glumcima Jeanom Dujardinom i Bérénice Bejo (njegovom suprugom) koji su glumili u filmovima OSS 117. Hazanavicius je izabrao formu melodrame prvenstveno zbog toga što je smatrao da su filmovi iz nijeme ere takvog žanra ujedno i najkvalitetniji. Krenuo je u opsežno istraživanje Hollywooda 20-tih godina prošlog stoljeća i proučavanje nijemih filmova kako bi pronašao ispravnu tehniku pomoću koje će njegova priča i njegov film biti shvatljivi bez pretjeranog korištenja među-titlova. Scenarij za film napisao je u roku od četiri mjeseca.
Film Umjetnik snimljen je u formatu 1.33:1 što je ujedno bio i standardan format nijemih filmova. Iako je film crno-bijeli, on je sniman u boji. Svi tehnički detalji, uključujući leće, osvjetljenje i pokrene kamere su bili kalibrirani kako bi sve izgledalo kako treba.
Film su producirali La Petite Reine i ARP Sélection za 13.47 milijuna Eura, uključujući i ko-produckijsku potporu Studija 37 i France 3 Cinéma te pretprodajnu investiciju Canala+ i CinéCinéma. Glumačku i filmsku ekipu sačinjavaju i francuski i američki članovi.
Snimanje filma trajalo je sedam tjedana na lokaciji u Los Angelesu. Tijekom snimanja Hazanavicius je puštao glazbu iz klasičnih holivudskih filmova.

### Glazba iz filma
Glazbu za film komponirao je Ludovic Bource, a producirana je u Belgiji. Snimljena je uz pomoć filharmonijskog orkestra iz Bruxellesa kojim je dirigirao Ernst Van Tiel. Snimanje je trajalo šest dana tijekom mjeseca travnja 2011. godine u Flagey studiju u Bruxelles. Službeni soundtrack u prodaju je pušten 21. listopada 2011. godine kroz Sony Classical Records.
Na soundtracku se nalazi samo jedna pjesma, "Pennies from Heaven", u izvedbi Rose "Chi-Chi" Murphy. Pjesma je napisana 1936. godine, premda je radnja filma smještena u razdoblje od 1927. do 1932. godine. 

#### Popis glazbe
1. "The Artist Ouverture" – 1:02
2. "1927 A Russian Affair" – 3:36
3. "George Valentin" – 5:35
4. "Pretty Peppy" – 2:32
5. "At The Kinograph Studios" – 1:37
6. "Fantaisie D'amour" – 3:09
7. "Waltz For Peppy" – 3:22
8. "Estancia Op. 8" – 3:40
9. Red Nichols & His Five Pennies: "Imagination" – 2:56
10. "Silent Rumble" – 1:16
11. "1929" – 1:30
12. "In the Stairs" – 3:15
13. Duke Ellington: "Jubilee Stomp" – 2:33
14. "Comme Une Rosée De Larmes" – 3:24
15. "The Sound of Tears" - 4:47
16. Rose Murphy: "Pennies From Heaven" – 2:13
17. "1931" – 4:44
18. "Jungle Bar" – 2:07
19. "L'ombre Des Flammes" – 5:57
20. "Happy Ending ..." – 5:43
21. "Charming Blackmail" – 2:12
22. "Ghosts From The Past" – 2:00
23. "My Suicide (Dedicated To 03.29.1967)" – 6:24
24. "Peppy And George" – 2:05

## Distribucija
Film je premijerno prikazan u službenoj konkurenciji filmskog festivala u Cannesu 15. svibnja 2011. godine. Iako je prvotno planirano da film ne bude u službenoj konkurenciji, tjedan dana prije otvaranja festivala odlučeno je suprotno. Službena kino distribucija filma u Francuskoj započela je 12. listopada 2011. godine. Prava na distribuciju filma u SAD-u, Velikoj Britaniji i Australiji otkupila je kuća The Weinstein Company. Film je sa službenom kino distribucijom u SAD-u krenuo 25. studenog 2011. godine. 

### Kritike
Na popularnoj internet stranici Rotten Tomatoes film ima 97% pozitivnih kritika temeljenih na 177 tekstova, uz prosječnu ocjenu 8.8/10. Na drugoj internet stranici koja skuplja kritike, Metacritic, film je dobio ocjenu 89/100, temeljenu na sveukupno 40 kritika.
Kritičar Mark Adams iz Screen Dailyja proglasio je film "pravim zadovoljstvom"; "elegantan stil uz predivne glumačke izvedbe Jeana Dujardina i Bérénice Bejo jedan je od najneočekivanijih pozitivnih filmova godine." Međutim, također je istaknuo: "Doduše, film se čini pomalo trom pred kraj prve trećine budući se glazba pomalo ponavlja, a i češće se koriste među-titlovi. Ipak, Hazanavicius uspijeva filmu dati pravi šarm i toplinu, a filmski obožavatelji natjecat će se u tome tko će prije opaziti neke vizualne ili glazbene reference."
Peter Bradshaw iz The Guardiana opisao je kako ga je "film digao na noge" i istaknuo: "Jedva čekam da ga ponovno pogledam." Kritičar Geoffrey McNab iz The Independenta nazvao je film "sigurnim hitom među publikom, ali i jednim od najboljih pokazatelja prave umjetnosti" davši mu pet zvjezdica u svojoj kritici s filmskog festivala u Cannesu.
Također se i kritičaru Ricku Gorenu iz The Globe and Maila film Umjetnik jako svidio, a posebno je istaknuo "korištenje stare tehnologije i efekata kako bi što bolje ilustrirao osvajanje nove filmske tehnologije."

### Kontroverze s Kim Novak
9. siječnja 2012. godine glumica Kim Novak je izjavila da je počinjeno "silovanje" što se tiče filmske glazbe koju je skladao Ludovic Bource, a za koju je u jednom segmentu upotrijebljena glazba Bernarda Herrmanna iz filma redatelja Alfreda Hitchcocka, Vrtoglavica (u kojem je Novak glumila). U članku objavljenom u časopisu Variety, ona je izjavila: "Osjećam da mi je tijelo - odnosno barem onaj radni dio mog tijela - bio uništen filmom." "Ovo je film koji bi trebao stajati sam za sebe, neovisan, a ne oslanjati se na glazbu Bernarda Herrmanna iz filma Vrtoglavica Alfreda Hitchcocka kako bi proizveo još više drame", nastavila je. "Moralno je pogrešno za umjetnike naše industrije da koriste i uništavaju slavna djela kako bi privukli pozornost i aplauz", dodala je. "Sram ih bilo!"
Ubrzo je odgovorio i sam redatelj Michel Hazanavicius:
"Film Umjetnik zapravo je ljubavno pismo kinematografiji, a nastao je iz moje admiracije i poštovanja prema povijesti filma. Inspiriran je radom Hitchcocka, Langa, Forda, Lubitscha, Murnaua i Wildera. Volim Bernarda Herrmanna, a njegova je glazba upotrijebljena u mnogim različitim filmovima i ponosan sam što se nalazi i u mojem. Jako poštujem glumicu Kim Novak i žao mi je što se ona ne slaže s navedenim." 
Hazanavicius je također izjavio CNN-u: "Koristio sam glazbu iz drugog filma, ali to nije ilegalno. Platili smo za to, tražili smo to i dobili smo dozvolu za to. Za mene nema kontroverze... Žao mi je zbog njezinog mišljenja, ali puno je filmova koji koriste glazbu iz drugih filmova, redatelji to rade cijelo vrijeme i ne mislim da je velika stvar u pitanju." 
Još u svibnju 2011. godine kad je film premijerno prikazan u Cannesu Todd McCarthy iz The Hollywood Reportera je već spomenuo problematičnu upotrebu Herrmannove glazbe: "Hazanavicius i Bource odvažno su izabrali eksplicitno pustiti ljubavnu glazbenu temu iz filma Vrtoglavica autora Bernarda Herrmanna koja, doduše, pomaže dramatičnosti scene, ali je toliko poznata da u tom trenutku zaboraviš na film koji gledaš i "odeš" na potpuno drugačiji filmski set. Siguran sam da bi neki prerađeni ekvivalent glazbi bio bolja ideja."

### Liste najboljih filmova godine
Film se pojavio na sljedećim listama deset najboljih filmova 2011. godine od strane kritičara:
| Kritičar           | Medij                | Mjesto |
| ------------------ | -------------------- | ------ |
| Richard Corliss    | Time                 | 1.     |
| Peter Bradshaw     | The Guardian         | 1.     |
| Robbie Collin      | The Daily Telegraph  | 1.     |
| Peter Travers      | Rolling Stone        | 2.     |
| Elizabeth Weitzman | New York Daily News  | 2.     |
| Lisa Schwarzbaum   | Entertainment Weekly | 3.     |
| Mark Kermode       | BBC Radio 5 Live     | 4.     |
| Richard T. Jameson | MSN Movies           | 4.     |
| Sean Axmaker       | MSN Movies           | 5.     |
| Nije objavljen     | Empire Magazine      | 5.     |
| Marshall Fine      | Hollywood & Fine     | 5.     |
| Nije objavljen     | Sight & Sound        | 5.     |
| Roger Ebert        | Chicago Sun-Times    | 10.    |
| Nije objavljen     | Time Out London      | 10.    |

## Nagrade i nominacije

### Oscar
Film Umjetnik nominiran je u 10 kategorija za prestižnu filmsku nagradu Oscar:
- Najbolji film (Thomas Langmann)
- Najbolji redatelj (Michel Hazanavicius)
- Najbolji glavni glumac (Jean Dujardin)
- Najbolja sporedna glumica (Bérénice Bejo)
- Najbolji scenarij (Michel Hazanavicius)
- Najbolja montaža (Anne-Sophie Bion i Michel Hazanavicius)
- Najbolja kostimografija (Mark Bridges)
- Najbolja scenografija (Laurence Bennett i Robert Gould)
- Najbolja kamera (Guillaume Schiffman)
- Najbolja originalna glazba (Ludovic Bource)

### Zlatni globus
Film Umjetnik nominiran je u šest kategorija za filmsku nagradu Zlatni globus, a osvojio je tri nagrade:
- Najbolji film (mjuzikl/komedija)
- Najbolji glumac (mjuzikl/komedija) - Jean Dujardin
- Najbolja originalna glazba - Ludovic Bource
- Najbolji redatelj - Michel Hazanavicius
- Najbolja sporedna glumica - Bérénice Bejo
- Najbolji scenarij - Michel Hazanavicius

## Vanjske poveznice
- Umjetnik u internetskoj bazi filmova IMDb-a
- The Artist na Box Office Mojo